# Kirche Mariä Schutz und Geburt (Pskow)

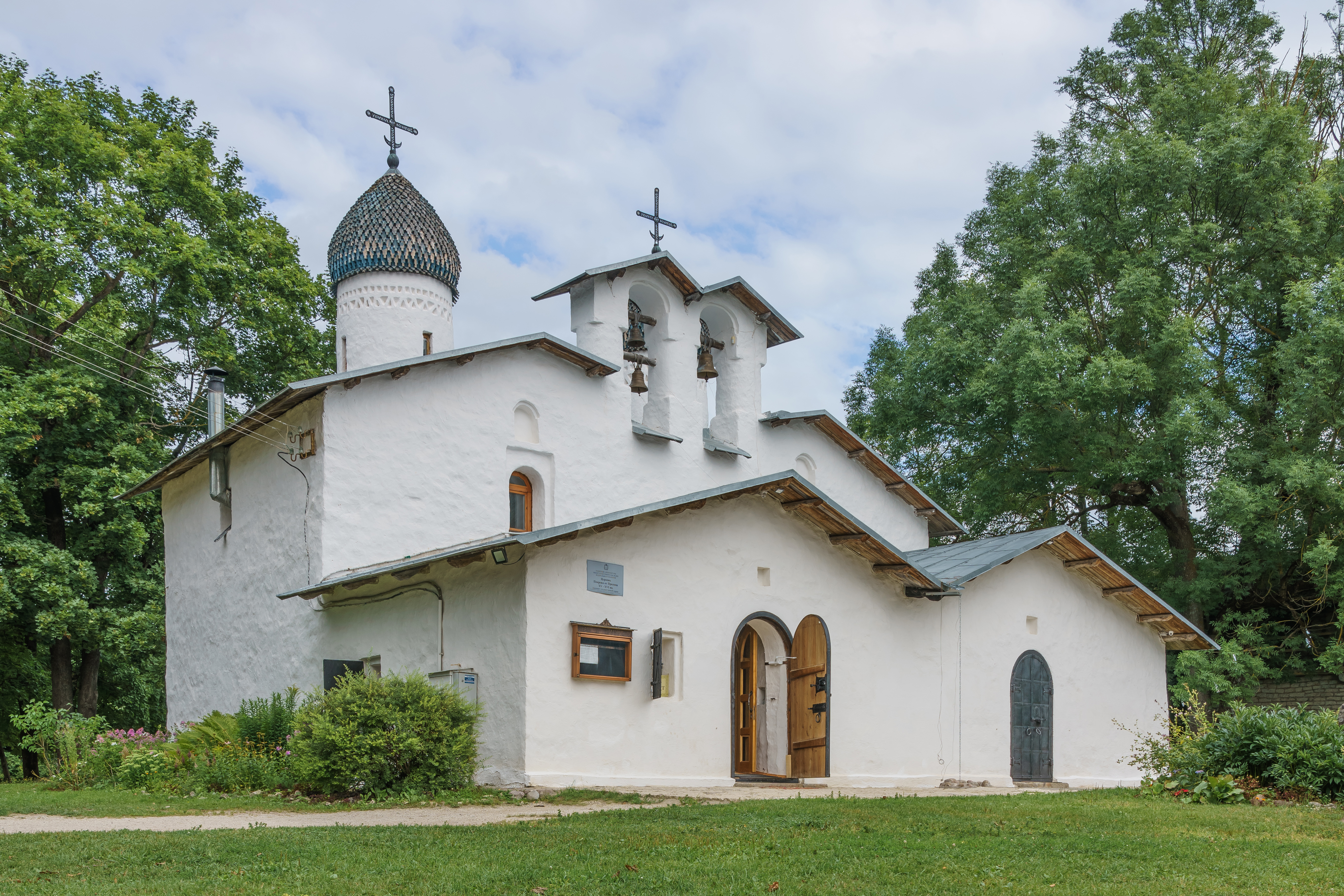
Kirche Mariä Schutz und Geburt

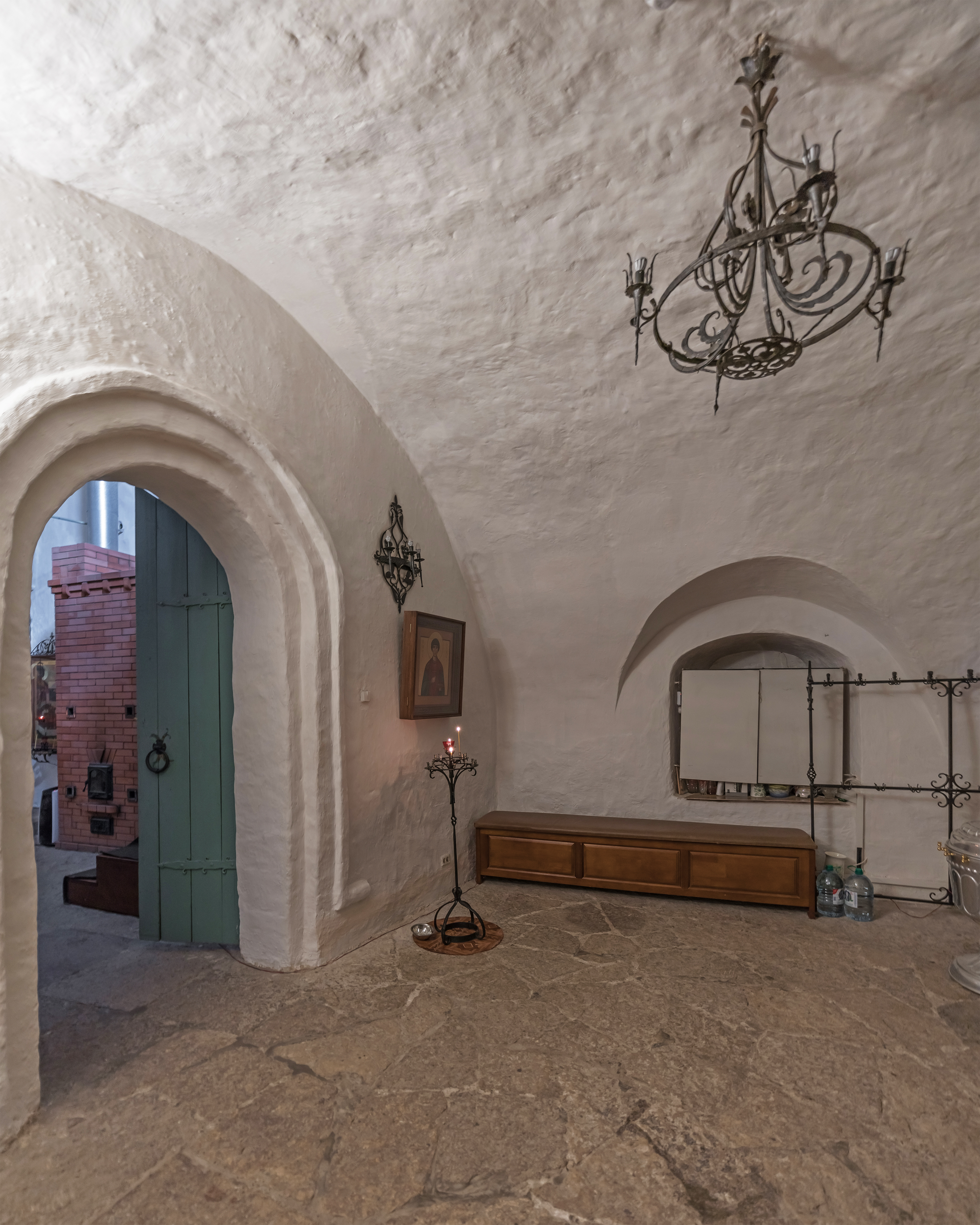
Innenraum

Die Kirche des Schutzes und der Geburt der Gottesgebärerin vom Mauerloch (russisch Церковь Покрова и Рождества Богородицы от Пролома) ist eine Doppelkirche aus dem 14. und 16. Jahrhundert in Pskow in Russland.

## Beschreibung
Der Komplex besteht aus zwei Kirchen, die seitlich aneinander gebaut wurden, mit einer gemeinsamen Wand und einem gemeinsamen Glockenturm. Dieser hat fünf Glocken. Beide Kirchen sind 17 Meter lang und zusammen 15 Meter breit. Sie werden von einer orthodoxen Gemeinde genutzt.

## Geschichte
Die genaue Entstehungszeit der Kirche Mariä Schutz ist unklar. Für das Jahr 1399 wurde sie erstmals in einer Chronik erwähnt. Für 1544 wurde erstmals von einem Kloster Mariä Schutz berichtet.
1581 belagerte der polnische König Stephan Bathory die Stadt Pskow. Durch ein Loch in der Stadtmauer in der Nähe der Kirche gelang es, die wundertätige Ikone der Erbarmerin (Умиление) und die Gebeine des heiligen Wsewolod Gabriel aus dem benachbarten Mirosch-Kloster in die Stadt zu bringen. Mit deren Hilfe – so die Überzeugung der Bürger von Pskow – konnte der Sturmangriff auf die Stadt am 8. September 1581, am Tage des Festes Mariä Geburt, abgeschlagen werden. Am 8. September 1582, dem Jahrestag des Sieges, wurde zu Ehren der Beschützerin der Stadt mit dem Anbau der Kirche Mariä Geburt an die Kirche Mariä Schutz begonnen.
1764 wurde das Kloster Mariä Schutz auf Anordnung der Zarin Katharina II. geschlossen. 1847 und 1848 fanden Umbauarbeiten statt, bei denen der hölzerne Glockenturm durch einen steinernen ersetzt wurde.
1936 wurden beide Kirchen geschlossen. Während der deutschen Besatzung von 1941 bis 1944 wurden sie schwer beschädigt. Von 1961 bis 1964 wurden die Kirchen aufwändig restauriert. 1966 drehte Andrei Tarkowski eine Szene des Films Andrej Rubljow auf dem Kirchhof.
1993 wurden die Gebäude der russisch-orthodoxen Kirche zurückgegeben, seit 2006 gibt es wieder einen Priester.